# Національний офіс рекогностування
Національний офіс рекогностування (НОР) (англ. National Reconnaissance Office, NRO) — член розвідувального співтовариства США і агентство Міністерства оборони США, яке проєктує, будує, запускає та експлуатує розвідувальні супутники федерального уряду США, а також надає дані супутникової розвідки декільком урядовим установам, зокрема дані раіоелектронної розвідки для АНБ, дані видової розвідки (IMINT) для Національного агентства геопросторової розвідки, а також дані вимірювальної та сигнатурної розвідка (MASINT) для Розвідувального управління Міністерства оборони США.
Національний офіс рекогностування вважається, поряд з Центральним розвідувальним управлінням (ЦРУ), Агентством національної безпеки (АНБ), Розвідувальним управлінням Міністерства оборони США (DIA) і Національним агентством геопросторової розвідки (NGA), однією із «великої п'ятірки» розвідувальних агенцій США. Штаб-квартира НОР розташована в Шантіллі, штат Вірджинія, за 2 милі (3,2 км) на південь від Вашингтонського міжнародного аеропорту імені Даллеса.
Директор Національного офісу рекогностування звітує як перед Директором Національної розвідки, так і перед Міністром оборони США. Як федеральна орган, НОР є змішаною організацією, що складається з приблизно 3000 співробітників, включаючи персонал Національного офісу рекогностування, Повітряних сил, Армії, ЦРУ, Національного агентства геопросторової розвідки, АНБ, Військово-морських сил та Космічних сил США. У звіті двопартійної комісії за 1996 рік йшлося про те, що НОР має найбільший бюджет серед усіх розвідувальних агенцій і «практично не має федеральної робочої сили», виконуючи більшу частину своєї роботи за допомогою «десятків тисяч» персоналу оборонних підрядників.

## Місія
Національний офіс рекогностування (НОР) розробляє, будує, запускає та експлуатує системи космічного рекогностування та здійснює розвідувальну діяльність в інтересах національної безпеки США.
Національний офіс рекогностування також координує збір та аналіз інформації з розвідуальних літаків і супутників військовими службами та Центральним розвідувальним управлінням. Він фінансується через Національну програму рекогностування, яка є частиною Національної програми розвідки (раніше відомої як Національна програма зовнішньої розвідки). Національний офіс рекогностування є частиною Міністерства оборони.
НОР тісно співпрацює зі своїми розвідувальними та космічними партнерами, до яких належать Агентство національної безпеки (АНБ), Національне агентство геопросторової розвідки (NGA), Центральне розвідувальне управління (ЦРУ), Розвідувальне управління Міністерства оборони США (DIA), Стратегічне командування США, Космічне командування США, Дослідницька лабораторія Військово-морського флоту США та інші агентства та організації.

## Історія

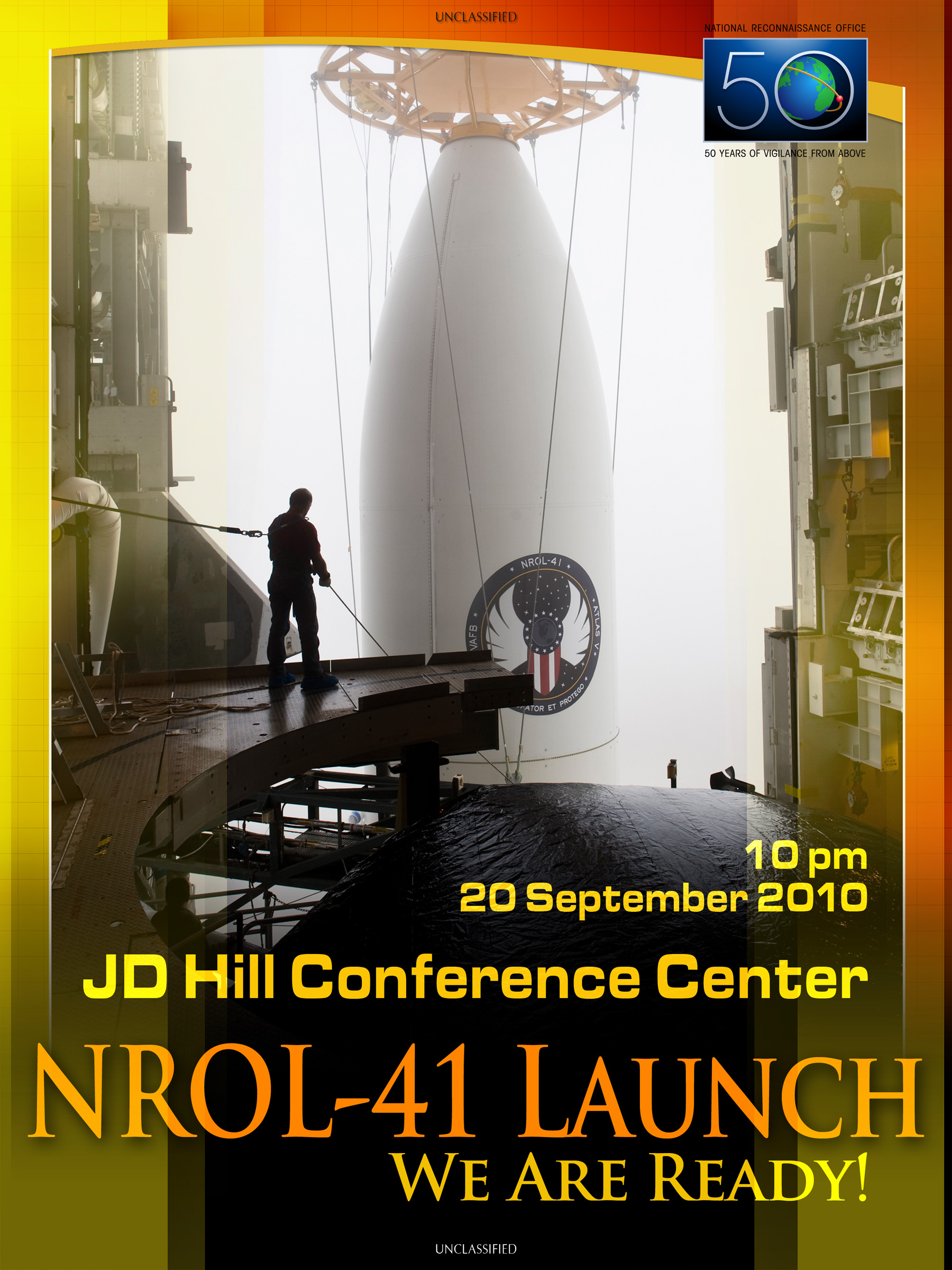
Збільшений план обтікача корисного навантаження Atlas 501 із супутником NROL-41 (плакат на честь 50-річчя НОР).

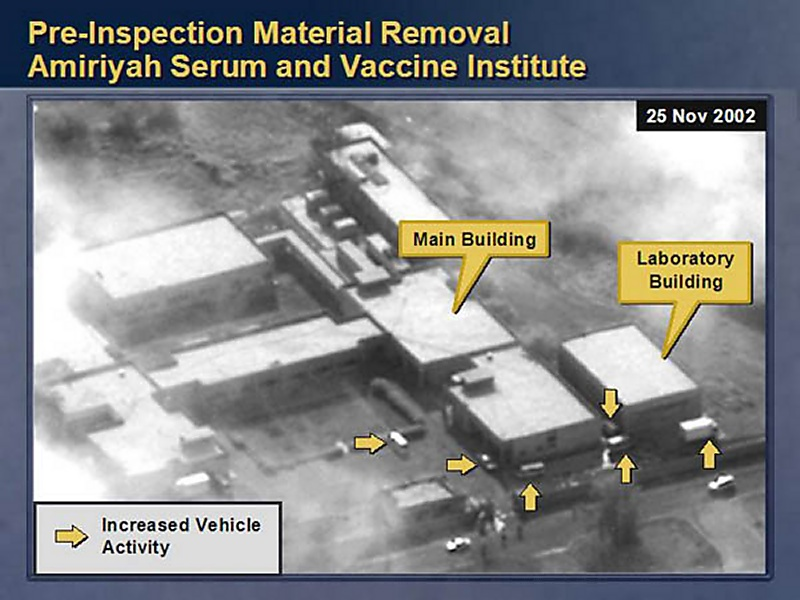
Інститут сироватки та вакцини в, Ірак, знятий американським розвідувальним супутником у листопаді 2002 року.

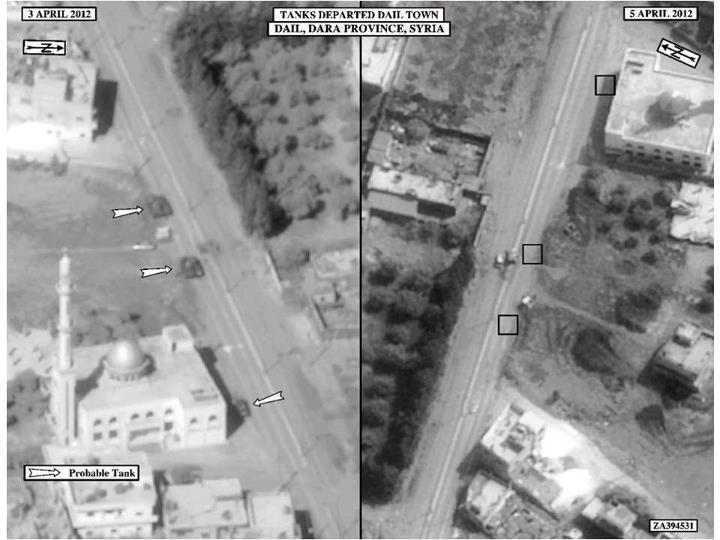
Супутникові знімки США сирійських танків, що відходять від у провінції Дар'а після кількох днів нападів на місто у квітні 2012 року.

Національний офіс рекогностування було створено 25 серпня 1960 року після проблем з управлінням і недостатнього прогресу в програмі супутникової розвідки Повітряних сили США (див. SAMOS і MIDAS).:23 Створення базувалося на рекомендації президенту Дуайту Д. Ейзенхауеру від 25 серпня 1960 року під час спеціального засідання Ради національної безпеки США, і агентство мало координувати розвідувальну діяльність Повітряних сили США та ЦРУ (а пізніше Військово-морських сил США та АНБ).:46
Першою фоторекогностувальною супутниковою програмою НОР була програма «Corona»,:25–28 існування якої було розсекречено 24 лютого 1995 року та яка діяла з серпня 1960 року по травень 1972 року (хоча перший випробувальний політ відбувся 28 лютого 1959 року). Система Corona використовувала (іноді кілька) плівкові капсули, скинуті супутниками, які мали упіймати в повітрі військові літаки. Перший успішний спуск із космосу (Discoverer XIII) відбувся 12 серпня 1960 року, а перше зображення з космосу побачили через шість днів. Перша роздільна здатність зображення була 8 метрів, яку було покращено до 2 метрів. Окремі зображення охоплювали в середньому площу приблизно 10 на 120 миль (16 на 193 км). Остання місія Corona (145-та) була запущена 25 травня 1972 року, а останні зображення цієї місії були зроблені 31 травня 1972 року. Із травня 1962 року по серпень 1964 року НОР провела 12 картографічних місій у рамках системи «Argon». Лише сім були успішними.:25–28 У 1963 році НОР провела місію з картографування, використовуючи зображення з вищою роздільною здатністю в рамках програми «Lanyard». Програма «Lanyard» здійснила одну успішну місію. Місії НОР з 1972 року засекречені, а частини багатьох попередніх програм залишаються досі недоступними для громадськості.
18 серпня 2000 року Національний офіс рекогностування розкрила інформацію про своїх десяти перших засновників. Це були Вільям О. Бейкер, Мертон Е. Девіс, Сідні Дрелл, Річард Гарвін, Амром Гаррі Кац, Джеймс Кілліан, Едвін Герберт Ленд, Френк В. Леган, Вільям Дж. Перрі, Едвард М. Перселл. Незважаючи на те, що їхня рання робота була строго засекреченою, ця група людей досягла надзвичайних суспільних здобутків, зокрема її преставники стали Міністром оборони США, лауреатом Нобелівської премії, президентом Массачусетського технологічного інституту, лауреатом Президентської медалі науки, відомим вченим-планетологом тощо.

### Факт існування
Національний офіс рекогностування вперше згадується в пресі в статті Нью-Йорк таймс 1971 року. Першим офіційним визнанням НОР був звіт комітету Сенату в жовтні 1973 року, який ненавмисно викрив факт існування НОР. У 1985 році стаття Нью-Йорк таймс розкрила подробиці діяльності НОР.
Існування Національного офісу рекогностування було розсекречено 18 вересня 1992 року заступником міністра оборони США за рекомендацією директора Центральної розвідки.

### Суперечки щодо фінансування
Стаття Вашингтон пост у вересні 1995 року повідомляла, що Національний офіс рекогностування негласно накопичила від 1 до 1,7 млрд доларів США невитрачених коштів, не повідомивши про це Центральне розвідувальне управління, Пентагон чи Конгрес.
ЦРУ перебувало в розпалі розслідування фінансування НОР через скарги на те, що агентство витратило 300 мільйонів доларів зі свого секретного бюджету на будівництво нової будівлі штабквартири в Шантіллі, штат Вірджинія, роком раніше.
Загалом НОР накопичила 3,8 млрд доларів США (еквівалент 6,8 млрд доларів США у 2022 році) форвардного фінансування. Як наслідок, три різні системи обліку НОР були об'єднані.
Наявність нової таєної штабквартири виявила Федерація американських вчених, яка отримала нетаємні копії креслень, поданих разом із заявкою на дозвіл на будівництво. Після теракту 11 вересня 2001 року ці креслення, очевидно, були засекречені. Звіти про слешфонд НОР виявилися правдивими. За словами колишнього генерального радника ЦРУ Джеффрі Сміта, який керував розслідуванням: «Наше розслідування показало, що НОР роками накопичував дуже значні суми як „фонд на чорний день“».

### Future Imagery Architecture
У 1999 році Національний офіс рекогностування спільно з Boeing розпочала проєкт вартістю 25 млрд доларів США під назвою Future Imagery Architecture (укр. Майбутня архітектура зображень) для створення нового покоління супутників для отримання зображень. У 2002 році проєкт значно відставав від графіка і, згідно з даними НОР, швидше за все, коштував би на 2-3 млрд доларів США більше, ніж планувалося. Уряд доклав зусиль для завершення проєкту, але після ще двох років, ще кількох експертних комісій і мільярдів додаткових витрат проєкт був закрити, що сталося, як повідомляє Нью-Йорк таймс, як «можливо, найбільш вражаючий і найдорожчий провал за 50 років» історія американських розвідувальних супутникових проєктів".

### Із середини 2000-х до сьогодні
23 серпня 2001 року Браян Патрік Реган, цивільний співробітник корпорації TRW Inc. при НОР, був заарештований у міжнародному аеропорту Даллеса поблизу Вашингтона під час посадки на рейс до Цюриха. Він перевозив закодовану інформацію про іракські та китайські ракетні об'єкти. У нього також були адреси посольств Китаю та Іраку в Швейцарії та Австрії. Його засудили до довічного ув'язнення без права звільнення за пропозицію продажу секретних даних розвідки Іраку та Китаю. У січні 2008 року уряд оголосив, що розвідувальний супутник, яким управляє НОР, незаплановано та неконтрольовано увійде в атмосферу Землі протягом наступних кількох місяців. Спостерігачі-любителі за супутниками сказали, що, ймовірно, це був USA-193, побудований корпорацією Lockheed Martin, який вийшов з ладу невдовзі після виходу на орбіту в грудні 2006 року. 14 лютого 2008 року Пентагон оголосив, що замість того, щоб дозволити супутнику здійснити неконтрольоване входження в атмосферу, поки він лишається цілим він буде збитий ракетою, випущеною з крейсера Військово-морських сил США. Перехоплення відбулося 21 лютого 2008 року, в результаті чого супутник розпався на кілька частин.
У липні 2008 року Національний офіс рекогностування розсекретив існування своїх супутників із радаром із синтезованою апертурою, пославшись на труднощі в обговоренні створення космічного радара з Повітряними силами США та іншими організаціями. У серпні 2009 року відповідно до Закону про свободу інформації було зроблено запит на отримання копії відео НОР «Satellite Reconnaissance: Secret Eyes in Space» (англ. Супутникове рекогностування: таємні очі в космосі). Семихвилинне відео розкриває інформацію про перші дні діяльності НОР та багато з її ранніх програм. Було запропоновано, щоб НОР поділився зображеннями самих Сполучених Штатів із Національним бюро заявок для внутрішніх правоохоронних цілей. Національний офіс заявок було ліквідовано в 2009 році. НОР є асоційованим членом Комітету цивільних заяв (англ. Civil Applications Committee, CAC) без права голосу. Цей комітет є міжвідомчим комітетом, який координує та контролює федеральне та цивільне використання секретних відомостей. Комітет цивільних заяв було офіційно засновано в 1975 році Офісом президента США, щоб надавати федеральним і цивільним агенціям доступ до даних національних систем для підтримки їхніх місії. За даними Asia Times Online, однією з важливих місій супутників НОР є відстеження неамериканських підводних човнів, які патрулюють або виконують навчальні місії у світових океанах і морях. На Національному космічному симпозіумі у квітні 2010 року генеральний директор НОР Брюс Карлсон (Повітряні сили США, у відставці), оголосив, що до кінця 2011 року НОР розпочинає «найагресивніший графік запуску, який ця організація здійснювала за останні двадцять років. Є кілька дуже великих і дуже важливих розвідувальних супутників, які вийдуть на орбіту протягом наступного року-півтора».
У 2012 році розслідування компанії McClatchy виявило, що Національний офіс рекогностування, ймовірно, порушував етичні та юридичні межі, заохочуючи своїх поліграфологів витягувати особисту та приватну інформацію у персоналу Міністерства оборони США під час перевірок на поліграфі, які мали обмежуватися питаннями контррозвідки. Звинувачення у зловживання поліграфом висунули колишні поліграфологи НОР. У 2014 році у звіті генерального інспектора було зроблено висновок, що НОР не повідомляв правоохоронним органам про зізнання у злочинах сексуального насильства над дітьми. НОР отримав ці зізнання у злочині під час тестування на поліграфі, але ніколи не передавала інформацію поліції. Про неспроможність НОР діяти в інтересах суспільства, повідомляючи про тих хто чинить сексуальне насильтво над дітьми, вперше заявили в 2012 році колишні поліграфологи НОР. 30 серпня 2019 року Дональд Трамп опублікував у Твіттері зображення «катастрофічної аварії під час останніх приготувань до запуску Safir SLV на першому стартовому майданчику Семнан в Ірані». Зображення майже напевно надійшло із супутника, відомого як USA 224, повідомляє Марко Лангбрук, супутниковий трекер із Нідерландів. Супутник був запущений Національним офісом рекогностування у 2011 році. 31 січня 2020 року компанія Rocket Lab успішно запустила космічний апарат NROL-151 для НОР.
19 грудня 2020 року космічний апарат Національного офісу рекогностування NROL-108 був успішно запущений ракетою Falcon 9 компанії SpaceX. 15 липня 2020 року космічний апарат NROL-149 був успішно запущений під час першого запуску нової ракети Minotaur IV компанії Northrop Grumman. 27 квітня 2021 року космічний апарат NROL-82 був успішно запущений на борту ракети Дельта IV компанії United Launch Alliance. 15 червня 2021 року NROL-111, комплект із трьох таємних супутників, був успішно запущений ракетою Minotaur I компанії Northrop Grumman. 13 липня 2022 року космічний апарат NROL-162 був запущений на борту ракети Rocket Lab Electron з Махії, що у Новій Зеландії. 24 вересня 2022 року космічний апарат NROL-91 (USA 338) було запущено з космічного стартового комплексу № 6 авіабази Космічних сил США Ванденберг на борту ракет Delta IV Heavy компанії United Launch Alliance.

## Структура

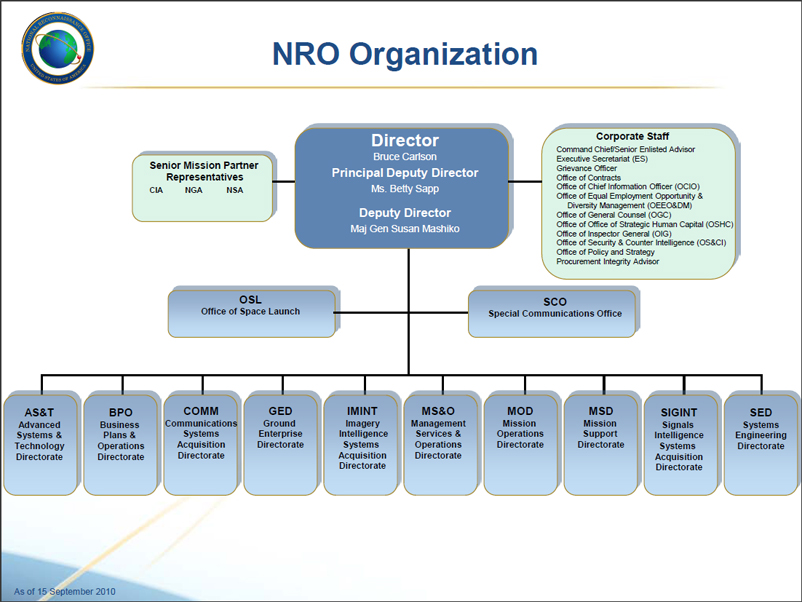
Організаційна структура НОР (вересень 2010 року)

Національний офіс рекогностування є частиною Міністерства оборони США. Директор НОР призначається Президентом Сполучених Штатів за згодою Сенату США відповідно до розділу 50 Кодексу США. Традиційно цю посаду обіймав або заступник міністра Повітряних сил США, або помічник міністра Повітряних сил США з космосу, але з призначенням Дональда Керра директором НОР у липні 2005 року ця посада стала незалежною. Агентство організовано таким чином:
Перший заступник директора НРО (англ. Principal Deputy Director of the NRO, PDDNRO)
- Звітує перед директором НОР, координує з ним усю діяльність НОР та здійснює щоденне управління НОР з відповідальністю за прийняття рішень, яка делегована директором НОР; і,
- У разі відсутності Директора діє від імені Директора НОР.

Заступник директора НОР (англ. Deputy Director of the NRO, DDNRO)
- Старший генерал Повітряних сил США. Представляє цивільний та військовий персонал Повітряних сил США, відряджений до НОР;
- Допомагає як директору НОР, так і першому заступнику директора НРО у щоденній діяльності НРО; і,
- Координує діяльність між Повітряними силами США та НОР.

Корпоративний персонал
- Охоплює всі допоміжні функції, такі як юридичні, різноманітні, людські ресурси, безпека/контррозвідка, закупівлі, зв'язки з громадськістю тощо, необхідні для повсякденної роботи НОР та для підтримки директора НОР, першого заступника директора НРО та заступника директора НОР.

Офіс космічного запуску (англ. Office of Space Launch, OSL)
- Відповідає за всі аспекти запуску супутника, включаючи апаратне забезпечення ракети-носія, інтеграцію служб запуску, забезпечення місії, операції, транспортування та безпеку місії; і,
- Офіс космічного запуску є представником НОР з питань запусків перед космічною галуззю, Повітряними силами США та НАСА.

Директорат передових систем і технологій (англ. Advanced Systems and Technology Directorate, AS&T)
- Розробляє та постачає передові технології;
- Розвиває нові джерела та методи; і,
- Забезпечує мультирозвідувальні рішення.

Відділ бізнес-планів та операційної діяльності (англ. Business Plans and Operations, BPO)
- Відповідає за всі фінансові та бюджетні аспекти програм і операцій НОР; і,
- Координує всі законодавчі, міжнародні та громадські зв'язки.

Директорат закупівель систем зв'язку (англ. Communications Systems Acquisition Directorate, COMM)
- Підтримує НОР, надаючи комунікаційні послуги через фізичне та віртуальне підключення; і,
- Дозволяє ділитися критично важливою інформацією з партнерами місії та користувачами.

Директорат наземних підприємств (англ. Ground Enterprise Directorate, GED)
- Забезпечує роботу інтегрованої наземної системи, яка надсилає своєчасну інформацію користувачам у всьому світі.

Директорат закупівель систем геопросторової розвідки (англ. Geospatial Intelligence Systems Acquisition Directorate, GEOINT)
- Відповідає за придбання технологічно передових систем збору зображень НОР, які надають дані геопросторової розвідки розвідувальному співтовариству та військовим.

Відділ служб управління та операцій (англ. Management Services and Operations, MS&O)
- Надає такі послуги, як підтримка об'єктів, транспортування та складування, логістика та інша бділова підтримка, яка потрібна НОР у щоденній роботі.

Операційний директорат місій (англ. Mission Operations Directorate, MOD)
- Управляє, обслуговує та звітує про стан супутників НОР та пов'язаних із ними наземних систем;
- Керує цілодобовим оперативним центром НОР (англ. NRO Operations Center, NROC), який, співпрацюючи зі Стратегічним командуванням США, забезпечує контроль оборонного простору та охорону космосу, контролює безпеку польотів супутників і надає інформацію про ситуацію в космосі.

Директорат інтеграції місій (англ. Mission Integration Directorate, MID)
- Взаємодіє з користувачами систем НОР, щоб зрозуміти їхні оперативні та розвідувальні проблеми та надати рішення у співпраці з партнерами по місії НОР.
- Керує Програмою тактичного оборонного космічного рекогностування (англ. Tactical Defense Space Reconnaissance, TacDSR), щоб безпосередньо реагувати на нові потреби бойових командувань (CCMD), служб та інших тактичних користувачів у розвідці бойових дій, що фінансується Програмою військової розвідки (англ. Military Intelligence Program, MIP) Міністерства оборони США.[51]

Директорат закупівель систем радіоелектронної розвідки (англ. Signals Intelligence Systems Acquisition Directorate, SIGINT)
- Цей директорат будує та розгортає супутникові системи радіоелектронної розвідки НОР, які збирають сигнали зв'язку, електронні та зовнішніх пристроїв.

Системно-інженерний директорат (англ. Systems Engineering Directorate, SED)
- Забезпечує системну інженерію повного життєвого циклу для всіх систем НОР.

### Персонал
У 2007 році Національний офіс рекогностування охарактеризував себе як «змішану організацію, що складається з приблизно 3000 співробітників і спільно укомплектована членами збройних сил, Центрального розвідувального управління та цивільного персоналу Міністерства оборони». Припускається, що з 2010 по 2012 рік чисельність персоналу НОР збільшилася на 100 осіб. Більшість працівників НОР є приватними корпоративними підрядниками, причому 7 млрд доларів США із 8 млрд доларів США бюджету агентства отримують приватні корпорації.:178

### Бюджет

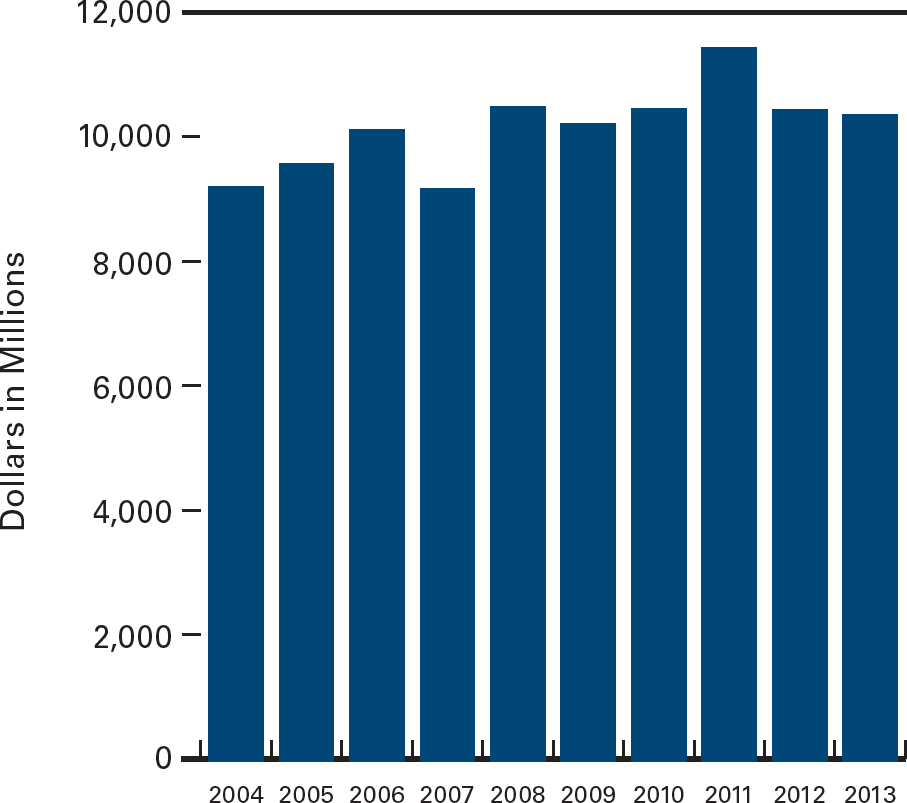
Бюджет НОР за 2004—2013 фінансові роки

Національний офіс рекогностування отримує фінансування як з бюджету розвідки США, так і з військового бюджету США. У 1971 році річний бюджет оцінювався в близько 1 млрд доларів США в номінальному вираженні (еквівалент 6,7 млрд доларів США у 2022 році). У звіті Комісії Конгресу США з організації уряду для реалізації зовнішньої політики від 1975 року зазначено, що НОР мав «найбільший бюджет серед будь-яких розвідувальних агенцій». До 1994 року річний бюджет зріс до 6 млрд доларів США (з поправкою на інфляцію еквівалент 11 млрд доларів США у 2022 році), а на 2010 рік він оцінюється в 15 мільярдів доларів (з поправкою на інфляцію еквівалент 18,6 млрд доларів США у 2022 році). Такий обсяг коштів становить 19 % від загального бюджету розвідки США в 80 млрд доларів США на 2010 фінансовий рік. На 2012 фінансовий рік бюджетний запит на науку і технології передбачав збільшення майже до 6 % (близько 600 млн доларів США) бюджету НОР після того, як він знизився лише до 3 % загального бюджету в попередні роки.

### Директиви та інструкції НОР
Відповідно до Закону про свободу інформації Національного офісу рекогностування розсекретив список таємних директив для внутрішнього використання. Нижче наведено список виданих директив, які доступні для завантаження:
- NROD 10-2 — «Політика зовнішнього управління Національного офісу рекогностування» (англ. National Reconnaissance Office External Management Policy)
- NROD 10-4 — «Група управління конфіденційною діяльністю Національного офісу рекогностування» (англ. National Reconnaissance Office Sensitive Activities Management Group)
- NROD 10-5 — «Офіс корпоративного системного інженера» (англ. Office of Corporate System Engineer Charter)
- NROD 22-1 — «Офіс генерального інспектора» (англ. Office of Inspector General)
- NROD 22-2 — «Співробітники повідомляють Конгрес про нагальні проблеми» (англ. Employee Reports of Urgent Concerns to Congress)
- NROD 22-3 — «Зобов'язання про повідомлення щодо доказів можливих порушень федерального кримінального законодавства та незаконної розвідувальної діяльності» (англ. Obligations to report evidence of Possible Violations of Federal Criminal Law and Illegal Intelligence Activities)
- NROD 50-1 — «Виконавчий наказ 12333 — Діяльність розвідувальних служб, що впливає на осіб Сполучених Штатів» (англ. Executive Order 12333 – Intelligence Activities Affecting United States Persons)
- NROD 61-1 — «Інтернет-політика НОР, інформаційні технології» (англ. NRO Internet Policy, Information Technology)
- NROD 82-1a — «Управління космічним запуском НОР» (англ. NRO Space Launch Management)
- NROD 110-2 — «Програма управління документацією та інформацією Національного офісу рекогностування» (англ. National Reconnaissance Office Records and Information Management Program)
- NROD 120-1 — Політика НОР щодо носіння військової форми (англ. The NRO Military Uniform Wear Policy)
- NROD 120-2 — «Програми нагород і відзнак NRO» (англ. The NRO Awards and Recognition Programs)
- NROD 120-3 — «Комісія виконавчого секретаря» (англ. Executive Secretarial Panel)
- NROD 120-4 — «Національна програма визнання першопрохідців у рекогностуванні» (англ. National Reconnaissance Pioneer Recognition Program)
- NROD 120-5 — «Використання Міжурядової програми мобільності персоналу Національним офісом рекогностування» (англ. National Reconnaissance Office Utilization of the Intergovernmental Personnel Act Mobility Program)
- NROD 121-1 — «Навчання персоналу НОР» (англ. Training of NRO Personnel)
- NROI 150-4 — «Заборонені предмети в будівлях/на території штабквартири НОР» (англ. Prohibited Items in NRO Headquarters Buildings/Property)

### Координація з Космічним Командуванням Збройних сил США і Космічними силами США
На пресконференції в середині 2019 року, безпосередньо перед створенням Космічного Командування Збройних сил США, тодішній генерал повітряних сил США Джон В. Реймонд (мав очолити нове командування) заявив, що Національний офіс рекогностування «діятиме за вказівками командувача Космічного Командування Сполучених Штатів» щодо «захисту і відстоювання цих (космічних) спроможностей». Далі генерал Реймонд заявив, що «у нас [НОР та Космічне Командування Збройних сил США] є спільна концепція операцій, у нас є спільне бачення та спільна концепція операцій. Ми тренуємося разом, ми навчаємося разом, ми працюємо в одному центрі C2, якщо хочете, у Національному центрі космічної оборони».
У грудні 2019 року було створено Космічні сили США (USSF), які також очолив Джон Реймонд, нині генерал Космічних сил і глава космічних операцій (CSO). НОР продовжувала підтримувати тісні відносини з американськими військовими космічними операціями, співпрацюючи з Центром космічних і ракетних систем (SMC) для управління програмою космічного запуску національної безпеки (NSSL), яка використовує державні та приватні космічні кораблі для запуску важливих урядових корисних вантажів. Космічний запуск національної безпеки підтримується як Космічними силами США, так і НОР, а також Військово-морськими силами США. Директор НОР Сколезе охарактеризував своє агентство як критично важливе для американського домінування в космосі, заявивши, що НОР забезпечує «неперевершену ситуаційну обізнаність та розвідку для найкращих зображень і радіоелектронних даних на планеті».
У серпні 2021 року Сколезі сказав, що він, Реймонд і Дікінсон «нещодавно погодили Стратегічну структуру захисту та оборони (англ. Protect and Defend Strategic Framework), яка охоплює національну безпеку в космосі та відносини між Міністерством оборони та розвідувальною спільнотою США щодо всього, від закупівель до операцій».

## Технології
Технології Національного офісу рекогностування, ймовірно, більш досконалі, ніж їхні цивільні еквіваленти. У 1980-х роках у НОР були супутники та програмне забезпечення, які могли визначати точні розміри танкової гармати. У 2012 році агентство подарувало НАСА два космічні телескопи. Незважаючи на те, що вони зберігаються без використання, їхні інструменти перевершують інструменти космічного телескопа «Габбл». Один журналіст зауважив: «Якщо телескопи такого калібру лежать на полицях, уявіть, що вони насправді використовують».

### Космічні апарати

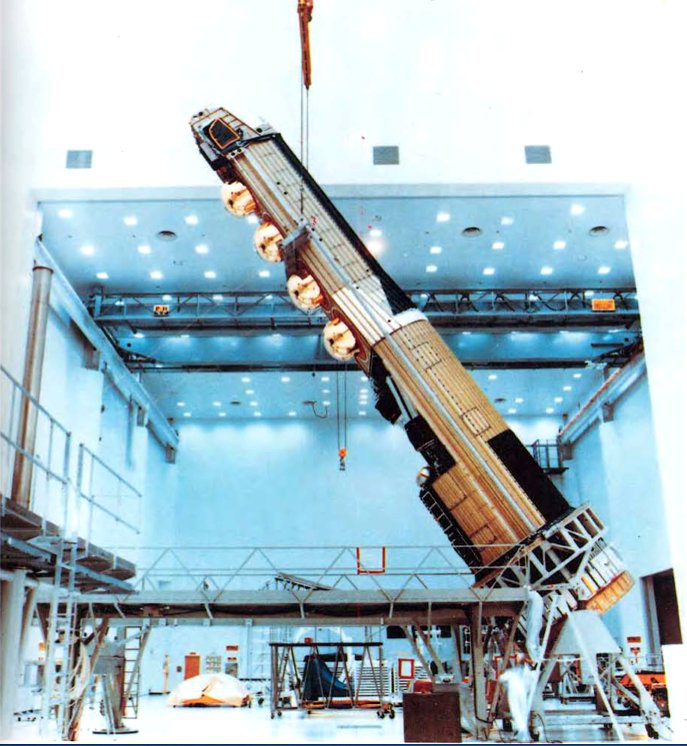
KH-9 Hexagon під час інтеграції в Lockheed

Національний офіс рекогностування підтримує чотири основні супутникові групи:
- Сузір'я радіоелектронної розвідки НОР (англ. NRO SIGINT constellation)
- Сузір'я геопросторової розвідки НОР (англ. NRO GEOINT constellation)
- Сузір'я ретрансляторів зв'язку НОР (англ. NRO Communications Relay constellation)
- Сузір'я рекогностування НОР (англ. NRO Reconnaissance constellation)

Космічні апарати НОР включають:

#### Видова геопросторова розвідка
- Серія Keyhole — Видова розвідка[en]:
  - KH-1, KH-2, KH-3, KH-4, KH-4A, KH-4B Corona (1959—1972)
  - KH-5[en] — Argon (1961—1962)
  - KH-6[en] — Lanyard (1963)
  - KH-7[en] — Gambit (1963—1967)[65]
  - KH-8[en] — Gambit (1966—1984)
  - KH-9[en] — Hexagon та Big Bird (1971—1986)
  - KH-10[en] — Dorian (скасовано)
  - KH-11 — Kennan (або Kennen), Crystal, Improved Crystal, Ikon та Evolved Enhanced CRYSTAL System (1976—2013)
- Samos[en] — фотозображення (1960—1962)
- Misty[en]/Zirconic[en] — стелс-IMINT[en]
  - Enhanced Imaging System[en]
- Next Generation Electo-Optical (NGEO), модульна система, призначена для поступових поліпшень (у розробці).[66]

#### Радари геопросторової розвідки
- Lacrosse/Onyx[en] — візуалізаційний радар[en] (1988–)
- TOPAZ[en] (1–5) та TOPAZ Block 2[64]

#### Радіоелектронна розвідка
- Samos-F[en] — радіоелектронна розвідка (1962—1971)
- Poppy[en] — програма ELINT (1962—1971), що стала продовженням програми GRAB[en] (1960—1961) Дослідницької лабораторії Військово-морського флоту США
- Jumpseat[en] (1971—1983) та Trumpet[en] (1994—2008) — радіоелектронна розвідка
- Canyon[en] (1968—1977), Vortex/Chalet[en] (1978—1989) та Mercury[en] (1994—1998) — радіоелектронна розвідка, включаючи комунікаційну розвідку
- Rhyolite/Aquacade[en] (1970—1978), Magnum/Orion[en] (1985—1990) та Mentor[en] (1995—2010) — радіоелектронна розвідка
- NEMESIS (висока орбіта)[64]
- ORION[en] (висока орбіта)[64]
- RAVEN (висока орбіта)[64]
- INTRUDER[en][ (низька орбіта)[64]
- SIGINT High Altitude Replenishment Program (SHARP)

#### Космічний зв'язок
- Quasar[en], комунікаційне реле[64]
- NROL-1 — NROL-66 — різні секретні супутники. NROL означає National Reconnaissance Office Launch (укр. Запуск Національного офісу рекогностування).

Цей список, ймовірно, є неповним, враховуючи таємний характер багатьох космічних апаратів Національного офісу рекогностування.

### Мережа NMIS
Інформаційна система управління Національного офісу рекогностування (англ. NRO Management Information System, NMIS) — комп'ютерна мережа, яка використовується для розповсюдження даних Національного офісу рекогностування із грифом «Цілком таємно» (англ. Top Secret). Вона також відома як Урядова глобальна мережа (англ. Government Wide Area Network, GWAN).

### Sentient
У липні 2019 року The Verge опублікував статтю, в якій описав Sentient як продукт Національного офісу рекогностування, який є «всепоглинаючим інструментом аналізу, здатним поглинати всілякі дані, осмислювати минуле та сьогодення, передбачати майбутнє та спрямовувати супутники на те, що, на його думку, буде найцікавішим у майбутньому».

## Місця

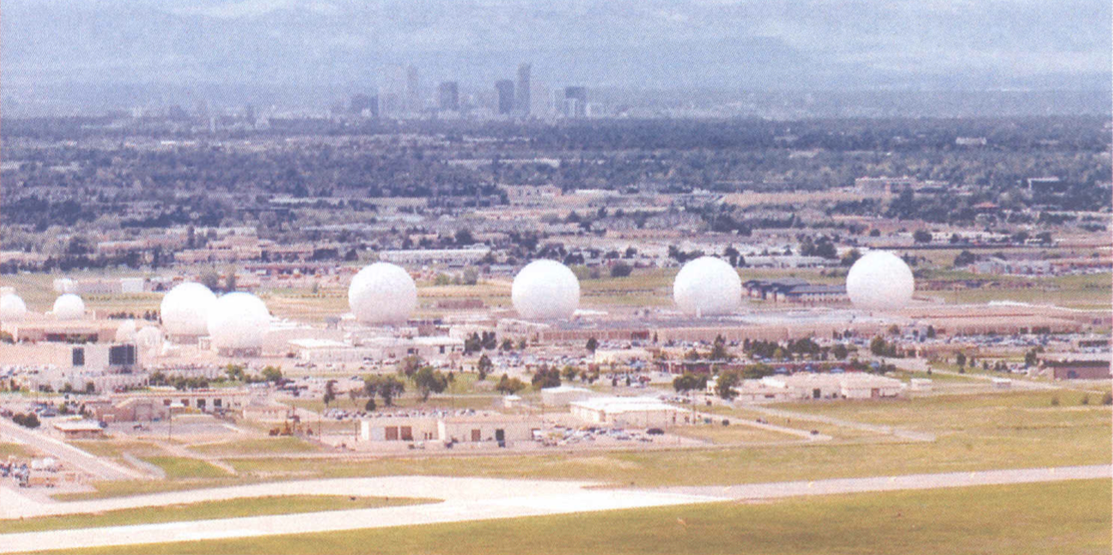
Наземна станція НОР на базі космічних сил Баклі, Аврора, Колорадо

У жовтні 2008 року Національний офіс рекогностування розсекретив п'ять наземних станцій місії: три в Сполучених Штатах — поблизу Вашингтона, округ Колумбія, Орора, штат Колорадо і Лас-Крусес, штат Нью-Мексико; одна у Великій Британії на станції Королівських ВПС Менвіт-Гілл, і в Австралії на Об'єднаному центрі оборони Пайн Геп, Австралія.
- Штабквартира НОР 38°52′55″ пн. ш. 77°27′07″ зх. д. / 38.882° пн. ш. 77.452° зх. д. — Шантіллі, штат Вірджинія
  - Національний оперативний рекогностувальний центр[en] (англ. National Reconnaissance Operations Center, NROC)[69]
- Колорадський аерокосмічний центр даних[en] (англ. Aerospace Data Facility-Colorado, ADF-C) 39°43′05″ пн. ш. 104°46′37″ зх. д. / 39.718° пн. ш. 104.777° зх. д., база Космічних сил Баклі[en], Орора, штат Колорадо
- Східний аерокосмічний центр даних[en] (англ. Aerospace Data Facility-East, ADF-E) 38°44′10″ пн. ш. 77°09′29″ зх. д. / 38.736° пн. ш. 77.158° зх. д., Форт Бельвуар[en], Вірджинія
- Південно-західний аерокосмічний центр даних[en] (англ. Aerospace Data Facility-Southwest, ADF-SW) 32°30′07″ пн. ш. 106°36′40″ зх. д. / 32.502° пн. ш. 106.611° зх. д., Вайт Сендс, Нью-Мексико[70][71]
- Офіси запуску космічних кораблів НОР розташовані на станції Космічних сил на мисі Канаверал у Флориді та на базі Космічних сил Ванденберг у Каліфорнії.[72]

## У масовій культурі
- НОР фігурує в романі Дена Брауна Точка обману.
- Рольова гра жахів Delta Green[en] містить «Секція НОР „DELTA“» (англ. NRO section DELTA), вигадану таємну[en] контррозвідувальну секцію НОР, яку контролює Маджестік-12, щоб приховати існування НЛО та надприродного. Персонажі гравців можуть бути агентами НОР, які працюють із супутниковою розвідкою, але не можуть бути тими, хто бере участь в операціях «секції НОР „DELTA“».
- У фільмі Мамонт працівники НОР є людьми в чорному.

## Галерея

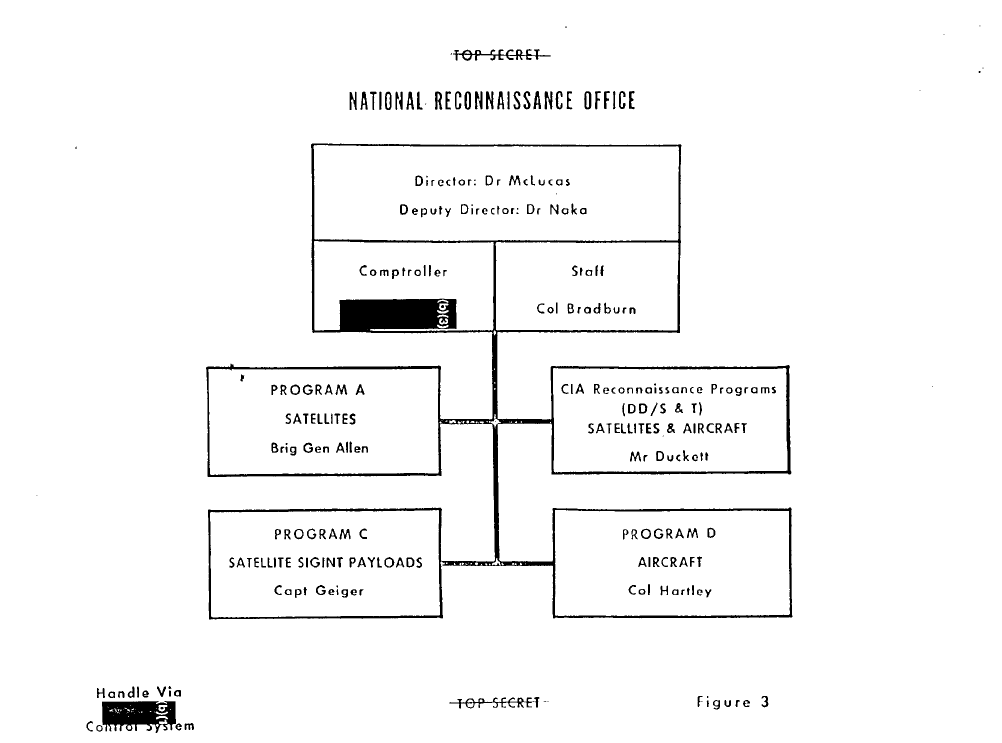
Структура НОР, близько 1971 року
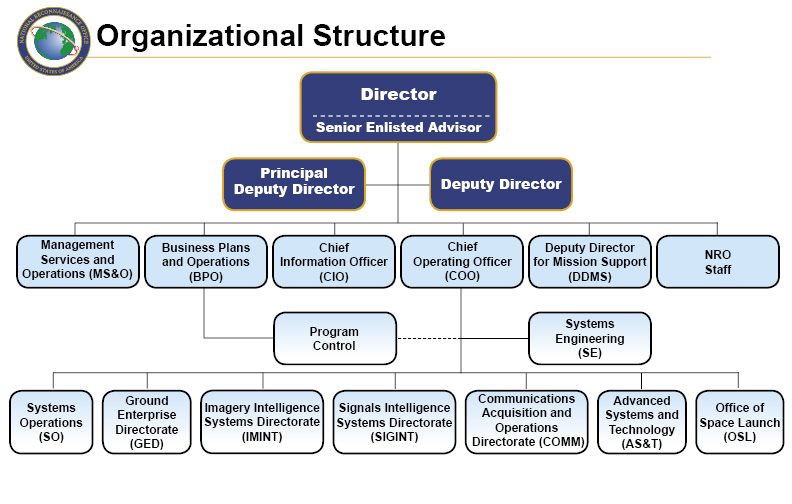
Структура НОР, близько 2009 року
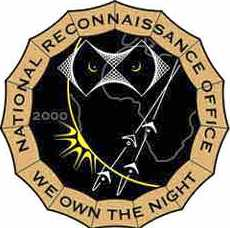
Патч на честь запуску секретного корисного навантаження
Офіційний патч місії Launch-39[en]
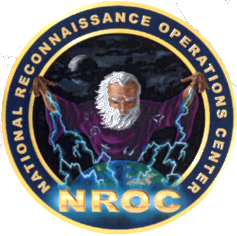
Національний оперативний рекогностувальний центр
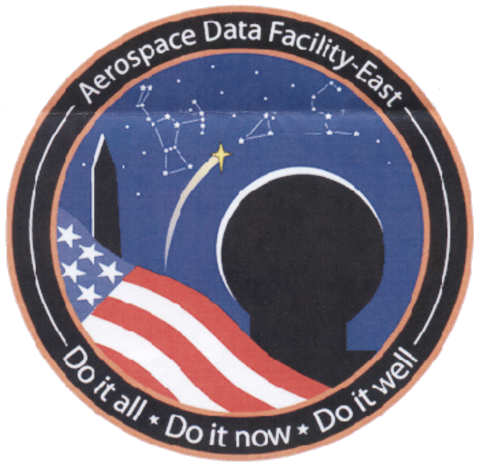
Логотип Східного аерокосмічного центру даних
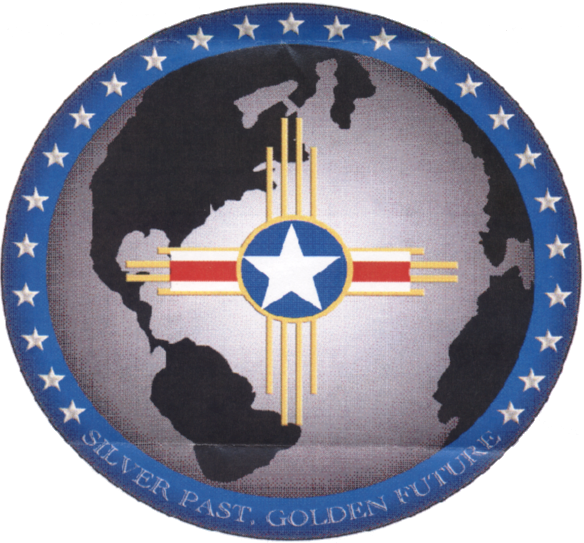
Логотип Південно-західного аерокосмічну центру даних
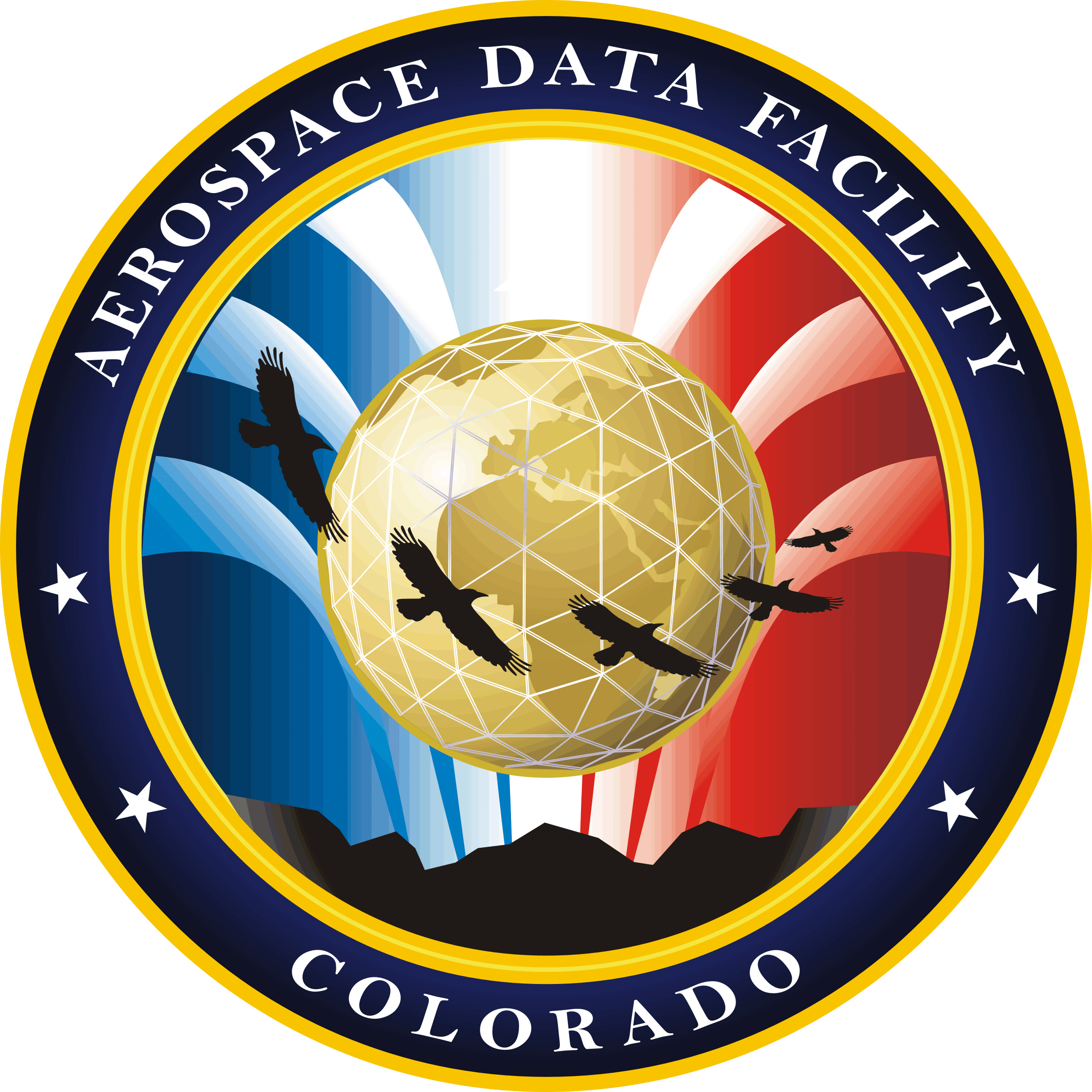
Логотип Колорадського аерокосмічну центру даних